# Strafbal
Een strafbal in het hockey is een bepaald type vrije bal. Een speler mag een strafbal nemen als zijn team op een van de volgende manieren wordt benadeeld door de tegenstander:
- De verdediger begaat een opzettelijke overtreding in de cirkel op een aanvaller die in balbezit is, of in balbezit kan komen; of
- Er wordt een overtreding binnen de cirkel begaan die een zeker doelpunt voorkomt.

De regel is dus bedoeld om spelbederf van het verdedigende team te voorkomen door middel van het opzettelijk begaan van een overtreding en de scheidsrechter dus te dwingen af te fluiten als de aanvaller op het punt staat te scoren.
Na de vrije bal en de strafcorner is de strafbal de zwaarste beslissing die een scheidsrechter kan nemen. Zodra de scheidsrechter aan een partij een strafbal geeft, komt de tijd van de wedstrijd stil te liggen, tot het moment dat de strafbal genomen wordt. Behalve de doelman en de nemer van de strafbal moeten alle spelers zich buiten het 23 metergebied bevinden. Enkele aspecten zijn belangrijk bij het nemen van een strafbal: allereerst mag de speler niet doen alsof hij de bal schiet, mag hij zowel een push als een flick of scoop en op iedere hoogte spelen en mag hij de bal slechts één keer spelen: het slepen van de bal is dus ook niet toegestaan. De bal ligt op de speciale stip, vlak voor het doel. Indien er gescoord wordt, mag de tegenstander vervolgens afslaan; wordt er echter niet gescoord, dan eindigt het nemen van de strafbal als de bal buiten de cirkel komt of terechtkomt in de uitrusting van de doelman.
De strafbal werd pas ingesteld in 1963. Voor die tijd werd een strafbully genomen. De bal ging op de stip, de aanvaller tegen wie de overtreding werd begaan nam plaats en tegenover hem kwam de overtreder (soms de doelman) te staan. Daarna deden ze een bully om balbezit: de aanvaller probeerde de bal in bezit te nemen en te scoren, de verdediger of keeper probeerde deze de cirkel uit te werken. Ging de bal tussen de palen over de lijn was het een doelpunt en ging de bal over de achterlijn of buiten de cirkel dan was de aanval gebroken en won de verdediger, tenzij deze zelf de bal per ongeluk dan wel opzettelijk over de achterlijn had gespeeld (dan moest de strafbully over). In het uiterste geval kon de scheidsrechter een fout van de verdediger tijdens de strafbully afstraffen met een strafdoelpunt.
De strafbal heeft algemeen gezien redelijke overeenkomst met de strafschop in het voetbal. Tijdens wedstrijden die in een gelijkspel eindigen, maar een winnaar op moeten leveren, werd na de verlenging een strafballenserie genomen. De strafballenserie werd in 2011 internationaal vervangen door de shoot-outs.